# ده‌نو (زرین‌دشت)
دهنو (زرین‌دشت)، روستایی از توابع بخش ایزدخواست شهرستان زرین‌دشت در استان فارس ایران است.

## جمعیت
این روستا در دهستان ایزدخواست غربی قرار دارد و براساس سرشماری مرکز آمار ایران در سال ۱۳۸۵، جمعیت آن ۱٬۹۴۰ نفر (۴۲۰خانوار) بوده‌است.